# Zagor (komiks)
Zagor – włoska seria komiksowa stworzona przez scenarzystę Sergia Bonelliego (pod pseudonimem Guido Nolitta) i rysownika Galliena Ferriego, ukazująca się najpierw jako dwutygodnik od lipca 1961 do listopada 1970 nakładem Edizioni Araldo, a następnie (do dziś) jako miesięcznik nakładem Sergio Bonelli Editore. Po polsku serię od grudnia 2020 wydaje oficyna Tore jako tłumaczenie wyboru klasycznych tomów w cyklu Zagor Classic i sześciotomowej miniserii Zagor – Le Origini (Zagor – Prolog).

## Fabuła
Akcja serii toczy się pierwszej połowie XIX w. Zagor to przybrane imię Patricka Wildinga, który mieszka w fikcyjnym lesie o nazwie Darkwood, znajdującym się w Pensylwanii, w północno-wschodnich Stanach Zjednoczonych. Imię Zagor pochodzi od indiańskiego określenia Za-Gor Te-Nay, czyli "Duch z siekierą". Zagor walczy o utrzymanie pokoju na swoim terytorium, chroniąc indiańskie plemiona i polując na przestępców bez względu na ich kolor skóry. Syn urzędnika wojskowego, który przeszedł na emeryturę, by żyć jako pionier i traper, Patrick Wilding jest świadkiem śmierci swoich rodziców z rąk bandy Indian Abenaki, dowodzonej przez Salomona Kinsky'ego. Przygarnięty przez trapera o pseudonimie Wędrowiec Fitzy, chłopiec dorasta, mając w głowie tylko jedną myśl: zemstę. Fitzy uczy go, jak zrobić śmiertelną broń z siekiery, a kiedy będzie wystarczająco dorosły – by dokonać zemsty. Patrick tropi i bezlitośnie zabija zabójców swojej rodziny. W chwili, gdy zamierza dokonać zemsty na pokonanym Kinsky'm, Patrick poznaje dowody mrocznej przeszłości swojego ojca. Porucznik Mike Wilding był bezwzględnym przywódcą oddziału, który dokonał masakry społeczności Abenaki nad brzegiem Silver Lake, za co został zwolniony z armii. Atak na dom Patricka nad brzegiem rzeki Clear Water był w rzeczywistości odpłatą za złe czyny komendanta Wildinga. Gdy Kinsky ma zamiar zastrzelić zdezorientowanego Patricka, Fitzy przybywa na czas, by uratować życie swojego podopiecznego, ale czyniąc to, zostaje śmiertelnie ranny i umiera w ramionach Patricka. Zrozumienie przez chłopca pojęć dobra, zła i sprawiedliwości staje pod znakiem zapytania. Aby odpokutować za grzechy ojca, jak i swoje własne, Patrick przybiera wymyśloną przez siebie tożsamość Zagora – mściciela zawsze gotowego stanąć po stronie słabych i uciśnionych. Pomaga mu Chico, Meksykanin, który stał się jego najlepszym przyjacielem.

## Zdolności Zagora
Zdolności Zagora obejmują niemal nadludzką siłę, zwinność i wytrzymałość. Jego bojowe umiejętności są nadzwyczajne, niezależnie od tego, czy chodzi o walkę z bronią, czy zwykłą bijatykę. W razie potrzeby Zagor jest w stanie poradzić sobie z wieloma przeciwnikami, a w pojedynkach jeden na jednego jest praktycznie niepokonany. W wielu przypadkach można go również zobaczyć walczącego z dzikimi zwierzętami Ameryki Północnej (takimi jak kuguary, aligatory, a nawet niedźwiedzie) przy użyciu jedynie siekiery lub noża. Zagor posiada również niewiarygodną szybkość, która w połączeniu z jego niemal kocim refleksem często pozwala mu złapać lecącą włócznię, a nawet strzałę, co zazwyczaj wprawia Indian w osłupienie i jeszcze bardziej umacnia status Zagora jako wysłannika Wielkiego Ducha (przesąd, który Zagor wykorzystuje na swoją korzyść). Zagor potrafi szybko pokonywać duże odległości, wykorzystując swój charakterystyczny sposób przemieszczania się, polegający na skakaniu z gałęzi na gałąź, z jednego wierzchołka drzewa na drugi. Jego ryk wojenny wywołuje w złoczyńcach przerażenie. 

## Tomy wydane po polsku
W kolumnie "Tom" w nawiasach podano kolejność oryginalnego wydania.
| Tom                  | Wydania polskie          | Wydanie oryginalne              | Scenariusz       | Rysunki                                 |
| seria Zagor          | seria Zagor              | seria Zagor                     | seria Zagor      | seria Zagor                             |
| -------------------- | ------------------------ | ------------------------------- | ---------------- | --------------------------------------- |
| 1 (1)                | Zasadzka (2020)          | La foresta degli agguati (1961) | Guido Nolitta    | Gallieno Ferri                          |
| 2 (5)                | Zdrada! (2021)           | Tradimento! (1961)              | Guido Nolitta    | Gallieno Ferri                          |
| 3 (7)                | Tajemnicza śmierć (2021) | La morte invisibile (1961)      | Guido Nolitta    | Gallieno Ferri                          |
| 4 (3)                | Awantura na rzece (2023) | La roccia al fiume (1961)       | Guido Nolitta    | Gallieno Ferri                          |
| seria Zagor – Prolog |                          |                                 |                  |                                         |
| 1                    | Clear Water (2022)       | Clear Water (2019)              | Moreno Burattini | Valerio Piccioni i Maurizio Di Vincenzo |
| 2                    | Przysięga (2024)         | Il giuramento (2019)            | Moreno Burattini | Walter Trono                            |
| 3                    | Demon kanibal (2025)     | Il demone canibale (2019)       | Moreno Burattini | Giuseppe Candita                        |